# پیتز (جورجیا)
پیتز، جورجیا (به انگلیسی: Pitts, Georgia) یک شهر در ایالات متحده آمریکا با جمعیت ۳۰۸ نفر است که در جورجیا واقع شده‌است.

## موقعیت جغرافیایی
موقعیت جغرافیایی شهرها و مناطق اطراف به شرح زیر است: